# Волков, Михаил Михайлович (полковник)
Михаил Михайлович Волков (1882 — ?) — русский военный деятель, полковник. Герой Первой мировой войны.

## Биография
Из мещан Костромской губернии, общее образование получил по окончании Костромского реального училища, военное — по окончании Виленского пехотного юнкерского училища. В 1903 году вступил в службу, подпоручик Юрьевского 98-го пехотного полка. С 1904 года участник Русско-японской войны офицер Воронежского 124-го пехотного полка. За боевые отличия награждён рядом боевых наград в том числе и Анненским оружием «За храбрость».
В 1906 году произведён в поручики, офицер 8-го Сибирского стрелкового полка. С 1909 года находился в запасе. С 1911 года штабс-капитан, командир роты Курского 125-го пехотного полка. С 1914 года участник Первой мировой войны во главе своей роты. За боевые отличия в 1915 году произведён в капитаны и подполковники, в 1916 году в полковники.

Высочайшим приказом от 10 ноября 1915 года за храбрость награждён Георгиевским оружием: 
За то, что в бою у с. Красне 16-го февраля 1915 года командуя ротой, под губительным огнём противника и при трудных условиях местности, по собственной инициативе, бросился с ротой в штыки на противника и занял его окопы. Взял в плен 15 нижних чинов

Высочайшим приказом от 30 декабря 1915 года за храбрость награждён орденом Святого Георгия 4-й степени:
За то, что  в бою 23-го апреля 1915 года на хребте Яровник, командуя ротой, с отменной храбростью, несмотря на убийственный огонь и превосходные силы противника, отразил многочисленные его атаки и, перейдя в наступление, захватил часть высоты 1126 и этим способствовал полному успеху всего отряду

## Награды
- Орден Святой Анны 4-й степени «За храбрость» (ВП 27.03.1905)
- Орден Святой Анны 2-й степени с мечами (ВП 30.07.1905)
- Орден Святого Станислава 3-й степени с мечами и бантом (ВП 22.01.1906)
- Орден Святого Станислава 2-й степени с мечами (ВП 16.04.1906)
- Георгиевское оружие (ВП 10.11.1915)
- Орден Святого Георгия 4-й степени (ВП 30.12.1915)
- Высочайшее благоволение (ВП 21.08.1916)